# Kroty (obwód połtawski)
Kroty (ukr. Кроти) – wieś na Ukrainie, w obwodzie połtawskim, w rejonie łubieńskim. W 2001 liczyła 340 mieszkańców, wśród których 332 wskazało jako ojczysty język ukraiński, 6 rosyjski, 1 mołdawski, a 1 białoruski.